# ترووبکی
ترووبکی (به چکی: Troubky) یک منطقهٔ مسکونی در جمهوری چک است که در شهرستان پرژروف واقع شده‌است. ترووبکی ۲۱٫۱۲ کیلومتر مربع مساحت و ۲٬۰۲۲ نفر جمعیت دارد و ۱۹۹ متر بالاتر از سطح دریا واقع شده‌است.